# Zsivinye
Zsivinye (macedónul: Живиње) település Észak-Macedóniában, az Északkeleti körzetben, Kumanovo községben.

## Népesség
| Lakosok száma | 501  | 473  | 392  | 253  | 126  | 71   | 56   | 46   | 19   |
|               | 1948 | 1953 | 1961 | 1971 | 1981 | 1991 | 1994 | 2002 | 2021 |

- 2002-ben 46 lakosa volt, akik mindannyian macedónok.